# Alliopsis varicilia
Alliopsis varicilia este o specie de muște din genul Alliopsis, familia Anthomyiidae. A fost descrisă pentru prima dată de Fan și Wang în anul 1983. Conform Catalogue of Life specia Alliopsis varicilia nu are subspecii cunoscute.